# ヴィブラフォン
ヴィブラフォン (またはヴァイブラフォンとも。英:  Vibraphone)は、金属製の音板をもつ鍵盤打楽器で、鉄琴の一種。楽譜上の略記はVib. Vibe.などが用いられる。
後述の通り電力が必要になる楽器ではあるが、発音する際に電力は使用しないため、電気楽器には分類されない。

## 概要

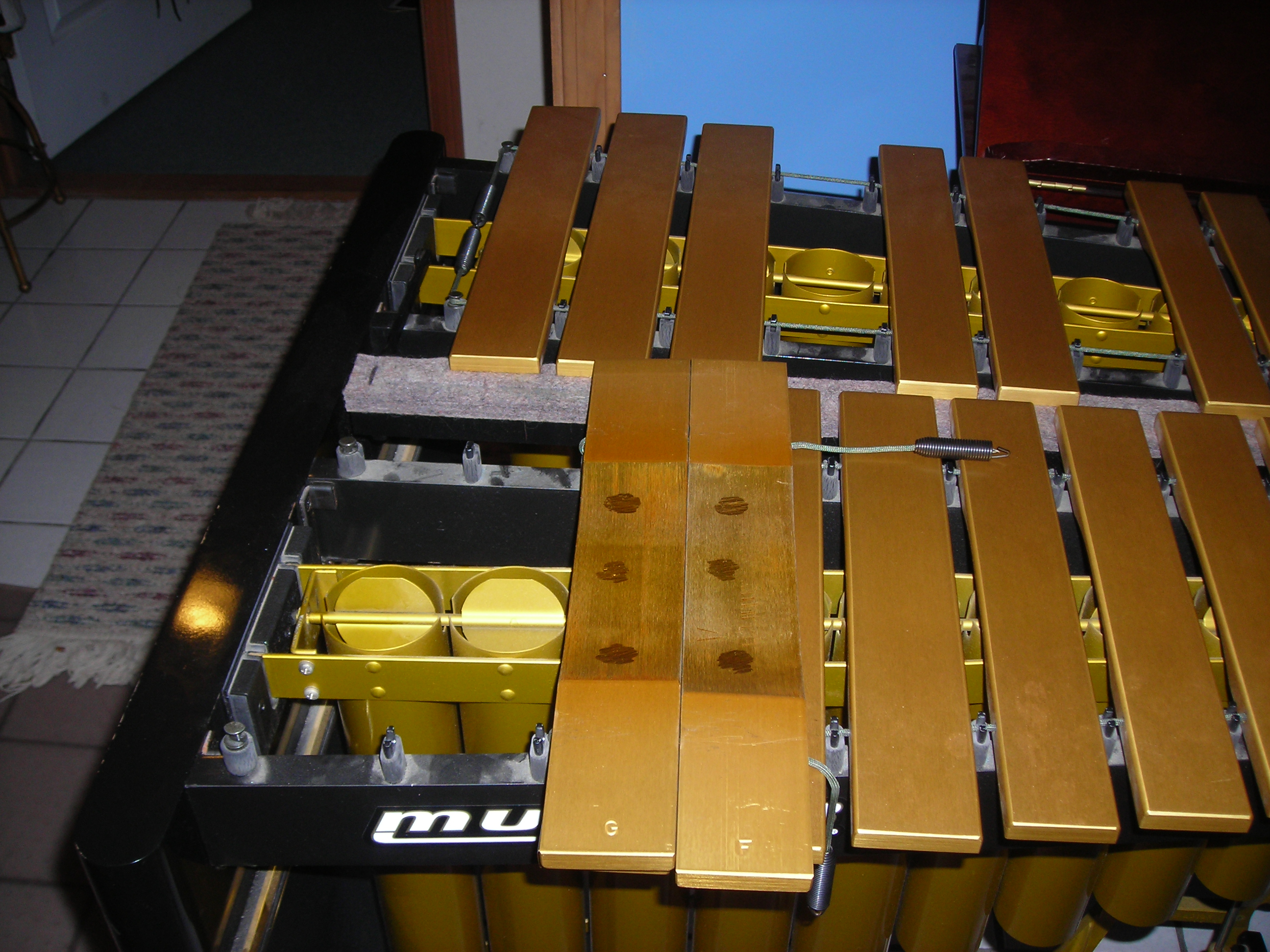
低音域の音板を外した様子
共鳴管の上端の丸いはね、音を止めるダンパーバー、音板を保持するためのピンなど、内部構造が見える。

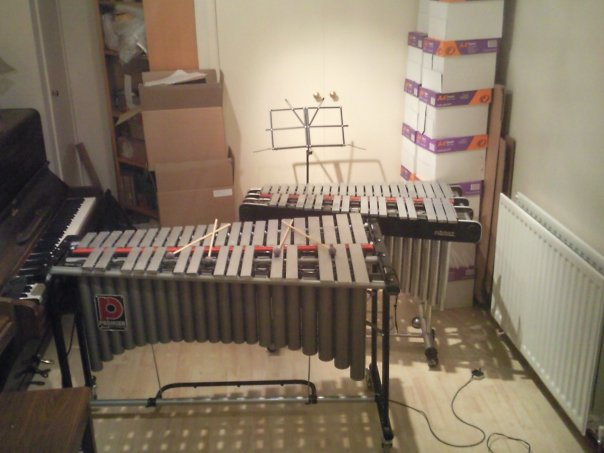
プレミア社のヴィブラフォン

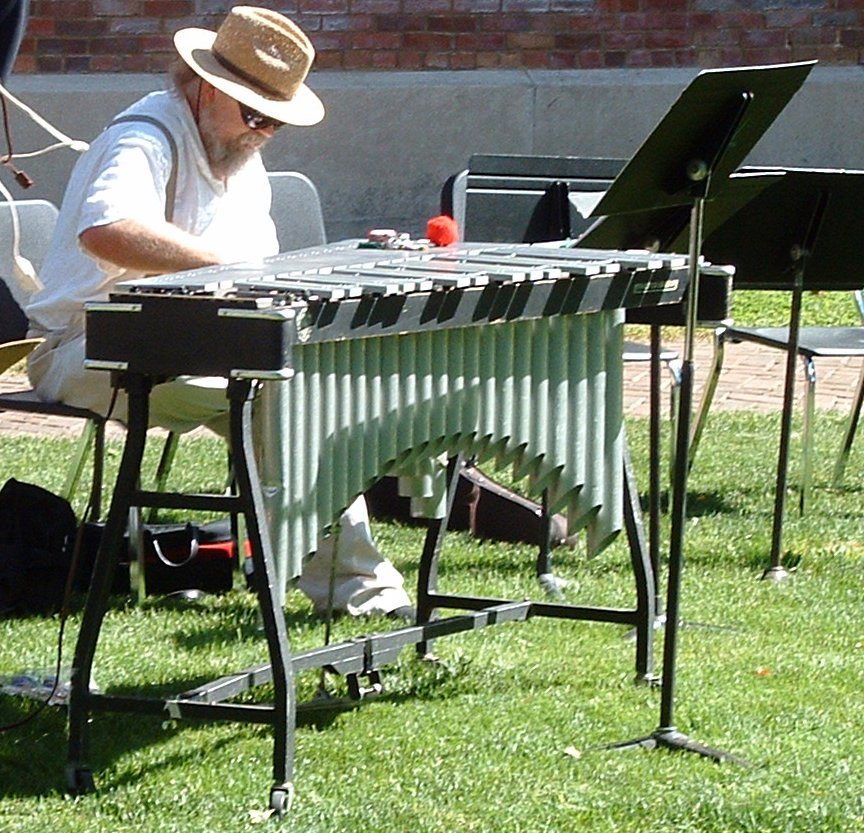
ヴィブラフォン（人物の手前側）

### 名称
- 独：Vibraphon
- 仏：Vibraphone
- 英：Vibraphone, Vibes, Vibraharp.
- 伊：Vibrafono

日本語の場合は vi の発音表記の違いから、ヴィブラフォン、ヴァイブラフォン、ビブラフォン、ヴァイブ、バイブ、と表記が様々で、統一はされていない。一部吹奏楽関係等ではビブラと呼ばれることもあるが、正式な呼び名、印刷物には使われていない。ヤマハの製品情報サイトでは「ビブラフォン」表記のみである。

### 構造
通常の鉄琴や木琴と同様、ピアノの鍵盤の順番に並べて置かれた音板をばち（マレット）で叩いて音を出す。ヴィブラフォンの音板は一般的にアルミニウム合金製であり、普通用いられる鉄琴よりも大きく低い音の出る音板が用いられる。マリンバ同様に音板の下に共鳴管が並んでいる。共鳴管の上端に丸い「はね」（ファンとも呼ぶが、本稿では「はね」とする。）を設置し、このはねを電気モーターによって回転させるとはねが管の上端を閉じたり開いたりして、振動の共鳴管への伝わり方が増減する。それによって共鳴管の共鳴量が変化し、音量が増減を繰り返し、音のふるえ（ヴィブラート）を起こす。楽器の名称はここから来ている。
電気モーターの回転数を制御する回路が組み込まれており、はねの回転の速度は変化させることができ、また、停止して演奏することもある。音の余韻をコントロールするダンパーペダルによってロングトーンを演奏する事が可能で、マリンバや木琴と大きく異なる機能である。ヴィブラフォンがVibraphoneと呼ばれるのは、このロングトーンによる残響・共振(ヴァイブレーション)に起因するとも言われている。ダンパーペダルを踏むと装置が離れ、離すと装置が音板に触れ、残響を止める。
音色の変化ははねの回転速度の他に、マレットの材質（特に堅さ）や大きさ、叩く位置などによって得られる。はねの回転速度を遅くし大きめでややソフトなヘッドを持つマレットと、ハーフダンプリングを多用したミルト・ジャクソンの奏法などが知られる。
足元のペダルの部分にハープの飾りを施した物があったため、初期のムッサー社のカタログ等、Vibraharpというネーミングで呼ばれた時期がある。70年代にはビブラートを使わない奏者がアルバムクレジットに用いた事もある。

### 音域
音域はF2-f5までの3オクターブだが、4オクターブ以上のヴィブラフォンを製造しようという試みも古くからあり、2025年現在Bergerault (フランス), Studio 49 (ドイツ), 4.3オクターブまで拡張したVanderPlas (オランダ), DeMorrow (アメリカ合衆国), アメリカ・ヤマハ (アメリカ合衆国・日本では販売されていない)、アダムスによって生産されているが、定着していない。斎藤楽器は4と1/3オクターブの音域拡張に成功したが、廃業した。

### 奏法
マレットは主として毛糸巻きのものが使われる。また、近年はダンパーペダルとマレットを使ったミュートを組み合わせたダンプリング(Dampening and/or Pedaling Techniques)が普及している。この奏法はゲイリー・バートンによって世界中に広められた。ヴィブラートを使う奏者は左右に1本ずつのマレットを使う2マレット・スタイルが多く、ノン・ヴィブラートの奏者は片手に2本ずつの4マレット・スタイルが多いのも特徴と言える。ヴィブラートを使った奏者の代表としては、ライオネル・ハンプトン、ミルト・ジャクソン、国内では大井貴司等が広く知られている。ノン・ヴィブラート奏者の代表としては、ゲイリー・バートン、デイビッド・フリードマン、国内では赤松敏弘等が広く知られている。
特殊奏法として、コントラバスの弓でこすって演奏する奏法がある。
小中学校ではヴィブラフォンを鉄琴の代用品として使う場合がある。この場合は、コンセントに接続せず、ダンパーペダルも使わない。ただし、羽根の位置を開いた状態で止めないと響きが悪くなる。

## 歴史
1921年頃にアメリカの楽器メーカー、ディーガン社が開発した楽器がヴィブラフォンの誕生とされ、その直後に後の世界のスタンダード機種となる同じアメリカの楽器メーカー、ムッサー社も製造を始めた。
クラシック音楽では、アルバン・ベルクのオペラ『ルル』（1935年未完）の中で効果的に使用されたのが最初期の例である。
この楽器が最初にポピュラリティーを得たのは1930年代に録音された元ドラマーのライオネル・ハンプトンによる「Memories of You」からで、1947年に録音されたライオネル・ハンプトン・オールスターズの「スターダスト」はスイング・ジャズの傑作とされる。
1948年にアルバムデビューしたミルト・ジャクソンは、ハンプトンが齎したヴァイブラフォンの知名度を、ゆったりしたビブラートを使った独特の音色と雰囲気によってジャズのメイン・インストルメンツとして確立させた。1952年に参加したMJQ(モダンジャズクァルテット)での演奏は、世界中に今も多くのファンを持つ。また彼の演奏スタイルは後のヴィブラフォン奏者に多大な影響を残す。大きなヘッドを持つ独特のマレットを使った音色はジャズヴァイブの代名詞とされている。
1961年にアルバムデビューしたゲイリー・バートンは4本のマレットを使ったジャズヴァイブ奏法の創始者とされる。1967年よりジャズ&ロックの演奏で人気を博し、1970年代からはチック・コリア(p)とのデュエットや当時新人だったパット・メセニー(g)の自己のバンドへの起用など、コンテンポラリーなジャズヴァイブの開拓で知られる。1972年にコリアと録音した『クリスタル・サイレンス』の演奏はジャズに限らず現在でも世界中のマレット奏者に影響を与えている。
1940年代からジャズミュージシャンが中心となってヴィブラフォンの奏法開拓と普及に貢献している。近年になってクラシックのマリンバ奏者もヴィブラフォンをメイン・インストルメンツとして演奏の中で使うようになった。

## 主なヴィブラフォンメーカー

### 存続
- ムッサー (アメリカ合衆国)
- ヤマハ (日本　海外市場向けに4オクターブモデルも製造・輸出している)
- アダムス (オランダ)
- ベルジュロ (フランス)
- マジェスティック (オランダ)
- マリンバ・ワン (アメリカ)

### 廃業
- サイトウ (日本)
- マーコン (フランス[5])

## 著名なヴィブラフォン奏者
- ロイ・エアーズ [6] Roy Ayers - 特にアシッドジャズ分野での評価が高い。
- ゲイリー・バートン Gary Burton - 現在のアメリカを代表するヴィブラフォン奏者。
- チック・コリア Chick Corea - 本業はピアニスト、キーボード奏者だが、ヴィブラフォンやドラムスなども演奏。
- エディ・コスタ Eddie Costa - ジャズ・ピアニストとしても活動。交通事故のため31歳で夭折。
- ヴィクター・フェルドマン Victor Feldman - ピアニストとしての活動が主だが、ヴィブラフォンの録音も多く残されている。
- デヴィッド・フリードマン[7]David Friedman - Double Imageのヴィブラフォン奏者。
- ライオネル・ハンプトン Lionel Hampton - ジャズヴィブラフォンの創始者。
- ステフォン・ハリス Stefon Harris
- ボビー・ハッチャーソン Bobby Hutcherson - モーダル・ジャズヴィブラフォンの革新者のひとり。
- ミルト・ジャクソン Milt Jackson - モダン・ジャズ・カルテットのヴィブラフォン奏者。
- ジョー・ロック[8] Joe Locke - 現在ニューヨークを中心に活動。
- ジョニー・リトル Johnny Lytle
- マイク・マイニエリ Mike Mainieri - 現在ニューヨークを中心に活動。
- ゲイリー・マクファーランド Gary McFarland
- レッド・ノーヴォ Red Norvo
- デイヴ・パイク Dave Pike
- フランク・リコッティ Frank Ricotti
- デイヴ・サミュエルズ[9] Dave Samuels - スパイロ・ジャイラのヴィブラフォン奏者。
- カル・ジェイダー Cal Tjader - ラテンジャズの先駆のひとり。
- レム・ウィンチェスター Lem Winchester - かつて1950年代に活動していたヴィブラフォン奏者。1961年、出演中のクラブにて発生した事故により33歳で夭折。
- 平岡精二 - 戦後間もない頃から活動し、作編曲も手がけた。
- 南部三郎 - 「鈴木章治とリズム・エース」で活躍したヴィブラフォン奏者。
- 赤松敏弘 - 現在日本を代表するヴィブラフォン奏者。
- 臼井麻意子 - 元サクラ・プロジェクト。
- 大井貴司[10] - 現代日本が誇る世界的ヴィブラフォン奏者。
- 香取良彦 - 自身のジャズオーケストラを率いて、作曲家としても活動。
- 宅間善之[11] - MALLET×PITのヴィブラフォン奏者。父はさだまさしのサポートで有名な宅間久善。
- 齊藤易子[12] - 北海道札幌市出身のマリンバ、ヴィブラフォン奏者、作曲家。ドイツ在住。2023年ベルリン・ジャズ賞、2024年ドイツ・ジャズ賞受賞者。
- 竹田直哉[13] - ビバップスタイルのヴィブラフォン奏者。
- 出口辰治[14] - ラテンやスイングスタイルのヴィブラフォン奏者。
- 浜田均[15] - ザ・フォース等の活躍で知られるヴィブラフォン奏者。
- 藤井寛 - 新主流派を代表するヴィブラフォン奏者。
- 前田憲男 - 本業はピアニスト。ヴィブラフォンやハモンドオルガンなども演奏。
- 増田一郎 - ミルト・ジャクソンとも親交の深かったヴィブラフォン奏者。
- 渡辺雅美（the fascinations）[16] - 東京のクラブを中心に活躍するヴィブラフォン、マリンバ奏者
- 松本浩 - 1932年生。1970年代のVib奏者1位の座を3年間スイングジャーナル社で成した。
- 戸高一生 - "A Slice of Life"のヴィブラフォンを担当している。
- 藤田正嘉[17] - ドイツ・ベルリン在住のヴィブラフォン奏者、作曲家。

## 備考
地上波テレビがまだ24時間放送形態ではなかった時代、1988年のCBCテレビが放送を終了する際のナレーションに、ヴィブラフォンのソロをかぶせていた。1982年もハモンドオルガンの伴奏によるヴィブラフォンのソロを用いていた。